# Egon von Gersdorff
Karl Adolf Egon von Gersdorff (* 7. Juni 1854 in Dresden; † 10. Oktober 1917 ebenda) war ein sächsischer Generalleutnant.

## Leben

### Herkunft
Gersdorff entstammt des Oberlausitzer Uradelsgeschlecht von Gersdorff, der genealogischen Linie Tauchritz. Er war Sohn des königlich-sächsischen Oberst Friedrich Eduard von Gersdorff (* 1829; † 1899) und dessen Ehefrau Ida May (* 1831; † 1917). Sein Bruder Georg erreichte auch den Rang eines Generalleutnants in der sächsischen Armee, während seine Schwester Margarethe den Unternehmer Max von Zimmermann heiratete.

### Karriere
Egon von Gersdorff trat 1867 in den Kadettenkorps der sächsischen Armee ein und wurde nach vieljähriger Erziehung im Jahr 1872 als Fähnrich der Armee übergeben. Am 18. September 1873 avancierte er zum Leutnant beim Feldartillerie-Regiment und durchlief in den folgenden Jahren eine typische militärische Laufbahn, wonach er am 29. August 1878 zum Oberleutnant beim 1. Feldartillerie-Regiment Nr. 12. Er wurde in dem Regiment am 23. Juli 1885 zum Hauptmann und Kompaniechef befördert. Am 24. Juli 1893 erfolgte seine Beförderung zum Major und Abteilungskommandeur der 2. Abteilung im 1. Feldartillerie-Regiment Nr. 12 und war die nächsten Jahre in dieser Eigenschaft. Er stieg so am 16. November 1898 zum Oberstleutnant auf. Schon im folgenden Jahr wurde er Regimentskommandeur des 7. Feldartillerie-Regiment Nr. 77 in Leipzig. Er stieg in dieser Position am 23. März 1901 zum Oberst auf und wurde schon einige Jahre später am 28. Oktober 1904 zum Brigadekommandeur der 3. Feldartillerie-Brigade Nr. 32 ernannt. Er stieg am 27. Januar 1908 zum Generalleutnant auf und wurde am 16. Juli des Jahres zum Divisionskommandeur der 23. Division (1. Königlich Sächsische) ernannt. Unter Genehmigung seines Abschiedsgesuches wurde er am 20. März 1911 zur Disposition gestellt. Nach Ausbruch des Ersten Weltkrieges wurde von Gersdorff als z.D.-Offizier reaktiviert und u. a. als Militärgouverneur von Czenstochau.

### Familie
Egon von Gersdorff heiratete Elisabeth Loimann und war Vater zweier Kinder, nämlich Hans-Henning († 1917) und Sybille (* 1902). Sybille heiratete zweimal, zuerst den Grafen Otto von Bethusy-Huc (* 1898; † 1929) und dann 1935 den schlesischen Gutsbesitzer Siegfried von Woyrsch-Pilsnitz. Die deutsche Politikwissenschaftlerin Viola von Bethusy-Huc ist die Enkeltochter des Egon von Gersdorff.

## Genealogie
- Gothaisches Genealogisches Taschenbuch der Adeligen Häuser. Zugleich Adelsmatrikel der D.A.G. Teil A (Uradel). 1942. 41. Jahrgang, Justus Perthes, Gotha 1941, S. 175–176. Siehe: FamilySearch (Kostenfrei).